# Метилий Пудент
Метилий Пудент (лат. Metilius P.f Arnensis Pudens, конец 20-х или начало 30-х годов I века, Теате Марруцинов — не позднее 75/6 года) — римский преторианец, участник гражданской войны в Римской империи 68—69 годов. Известен благодаря стеле, поставленной после его смерти и обнаруженной в 1970-е годы.

## Биография
Me[ti]lius P.f. Arn. Pudens из Теате Марруцинов, солдат преторианской когорты XIX, принадлежавший к центурии Верри и прослуживший 23 года, умер в возрасте 43 лет.
Имя Метилия Пудента известно благодаря обнаруженной в 1970-е годы стеле. На ней он называется членом когорты преторианцев номер XIX, что было новым в антиковедении того времени, поскольку ранее исследователям с таким номером когорты сталкиваться практически не приходилось. Такое расширение числа когорт в составе преторианской гвардии могло быть связано лишь с большими политическими потрясениями в империи, вероятнее всего, гражданской войной. Исходя из датировки памятной стелы второй половиной I века нашей эры, в историографии укрепилось мнение, что, вероятнее всего, имелся в виду «год четырёх императоров», то есть, гражданская война 68—69 годов. Первым подобную мысль высказал итальянский антиковед Сильвио Панчиера, представивший снимки стелы и упомянувший о ней в статье на научной конференции в Сассари, Италия, а затем
опубликовавший в 1995 году статью в «Römische Inschriften. Neufunde, Neulesungen und Neuinterpretationen», фестшрифте в честь швейцарского историка Ганса Либа. Затем она появилась и в L'Année épigraphique того же 1995 года. Российский антиковед Е. Гуськов также отметил, что это предположение является «наиболее убедительным», поскольку в течение всего I века н. э. не было ни одного события, которое могло бы привести к такому расширению гвардии. Автор находки не стал как-то обозначать «партийную принадлежность» преторианца. Он лишь заявил, что в итоге Метилий Пудент, скорее всего, стал членом гвардии императора Веспасиана.
По словам Гуськова, наиболее вероятным представляется то, что Метилий Пудент родился в конце 20-х или начале 30-х годов. Реконструировать личное имя преторианца не представляется возможным: поскольку от него осталась лишь нижняя часть после вертикальной черты, этого человека могли звать и Публием, и Титом. Известно, что такой же преномен носил его отец, в связи с этим именно оно является наиболее вероятным, но достоверных данных и однозначного определения всё же нет.
Определить военную карьеру преторианца достаточно затруднительно из-за скудности информации, поскольку на стеле он обозначается лишь как воин XIX когорты, без каких-то намёков на перевод в ней и отсутствии других источников. Поскольку до смерти Нерона было лишь 12 когорт в составе гвардии, а после 76 года, в правление Веспасиана, — уже 9, Метилий Пудент не мог начать свою службу в XIX когорте, так как начал её во времена Нерона. Даже при предположении того, что дополнительные когорты были набраны уже сразу после кончины Нерона, хронология при стандартном времени службы, составлявшем около 16 лет, но порой варьировавшемся в разные стороны, не выстраивается. Исходя из этих фактов, Гуськов сделал вывод, что стела отражает лишь последний этап его службы в год борьбы за власть между Веспасианом и Вителлием, а начало его карьеры происходило или в другой когорте преторианцев, или вовсе в легионе, но, так или иначе, «покрыто мраком». Гуськов отметил существование лишь двух возможных причин такого «мрака» — нежелание автора памятника рассказывать о неприглядных обстоятельствах службы, или желание сэкономить место. Второй из вариантов историк считает маловероятным из-за почётности перевода из легиона в преторианцы, если состоялся именно он, и вряд ли наличествующей необходимости экономить благодаря относительно небольшой стоимости памятника — в среднем не более 100 сестерциев. В любом случае престиж от подобного памятника «перевесил бы многие издержки». Наиболее вероятным в таком случае является набор сразу в одну из когорт, о чём говорит и название и расположение его родного города — «Theate (Teate) Marrucinorum», то есть современный Кьети в Абруццо, один из центров гвардейского набора.
Исходя из вышеуказанных фактов Гуськов с уверенностью предположил, что изначально Метилий Пудент сражался на стороне императора Отона в одной из его двенадцати когорт, а вовсе не Вителлия или Веспасиана. Причиной тому Гуськов называет тот факт, что перевод из легиона в преторианскую гвардию при императоре-победителе был бы «высшей наградой», которую было бы непростительно не отметить на стеле. В то же время с переводом из одной когорты в другую дела обстоят куда сложнее, поскольку перевод из когорты, которая по своему номеру была дальше от I, в старшую, ближе к I, рассматривался как повышение, поскольку преторианцы I когорты были одними из самых почитаемых бойцов римской армии. Гуськов считает возможным то, что именно это своеобразное «разжалование» стало причиной, по которой автор стелы не стал упоминать когорту, в которой изначально начинал службу Метилий, дабы не наводить «потенциального читателя на мысль о карьерном понижении».
Выслуга лет Метилия Пудента, обозначенная на стеле, на семь лет превысила стандартную. Именно столько времени (точнее, не более чем столько времени) заняла и реорганизация гвардии. Его жизнь «разделили на до и после» «действия Вителлия по отношению к преторианцам Отона», что происходили в апреле года окончания войны, а также битва при Бедриаке. По мнению Гуськова, есть лишь одно объяснение превышения срока: вероятнее всего, он должен был уйти в отставку уже в конце 60-х или начале 70-х, однако из-за событий тех бурных лет его планы значительно поменялись. Его когорту так или иначе ликвидировал Вителлий после битвы при Бедриаке, что означало позорную отставку по подозрению в участии в смерти императора. Однако когда «партия Флавиев» в конце концов одержала победу, многие бывшие гвардейцы и её сторонники получили своё прощение и были зачислены обратно. Среди зачисленных был и Метилий Пудент.
Длительный срок службы, по словам Гуськова, мог быть связан с опасениями победителей переворота со стороны бывших сторонников Вителлия, которые могли при единовременном увольнении ополчиться против новых властителей Рима с «не бесспорными правами». Из-за этого новая гвардия была огромной, до 20 тысяч человек. Как отмечает римский историк Тацит, «круговая порука» не пошла благодаря тому, что так или иначе всех служивых преторианцев отправляли в отставку поодиночке по разным причинам. По словам Светония же, значительная часть воинов Вителлия Веспасианом была уволена и наказана, а победители даже положенные им награды получили не сразу, а сверх меры и вовсе не получал никто, оставляя при этом на службе тех, кто ранее был на стороне Отона. О таких же увольнениях в дальнейшем рассказывал и Тацит. Так или иначе, Метилий Пудент, по словам Гуськова, скорее всего отправился именно в почётную отставку. Скончался он не позднее 75/6 года.